# Налоговый майдан
«Налоговый майдан» (укр. Податковий майдан) — массовые митинги и протесты на Украине против принятия Верховной Радой Украины проекта нового Налогового кодекса. Длились с ноября по декабрь 2010 года. Проходили в крупнейших городах Украины. Массовые митинги и демонстрации проходили на площади Независимости в Киеве.
Протесты начались 16 ноября и приобрели массовый характер 22 ноября. Закончились организованные митинги 2 декабря по решению большинства Национального координационного совета предпринимателей Налогового майдана. Несколько десятков митингующих недовольных решением большинства остались на Майдане Независимости продолжать митинг под политическими лозунгами. В ночь на 3 декабря работники коммунального предприятия «Киевблагоустройство» под присмотром нескольких сотен сотрудников МВД Украины, оцепивших площадь по периметру, с 5:00 до 5:45 утра разбирали палаточный городок на Майдане Независимости. Митингующие, которые оставались на площади, были разогнаны.
Полную победу митингующие не получили, Налоговый кодекс был ветирован лишь частично. Налоговый майдан стал первым массовым антиналоговым протестом в независимой Украине.

## Ход событий
- С 16 ноября на Площади Независимости в Киеве начались первые протесты против принятия проекта нового Налогового кодекса Украины.[4]
- 22 ноября 2010 года — 6 тысяч по данным МВД,[5] а на самом деле несколько десятков тысяч[6] предпринимателей малого и среднего бизнеса собрались на Майдане Независимости в Киеве. Они протестовали против принятого накануне парламентом Налогового кодекса. Предприниматели держали в руках плакаты с надписями «Кодексу — нет», «Руки прочь от наших денег». Митингующие двинулись к Администрации президента. От главы государства они требовали ветировать Налоговый кодекс. Участники акции также заблокировали проезд на Институтской улице и Крещатике. Началось возведение палаточного городка в центре площади. Предприниматели декларируют свою акцию как не политическую. По иску КГГА Окружной административный суд Киева запретил проведение митингов в центре Киева с 22 по 26 ноября в связи с визитом московского патриарха Кирилла и бельгийского принца. Создан Национальный координационный совет предпринимателей:[7] Оксана Продан, Сергей Доротич, А. Панаетов, Ю. Ерёменко, Михаил Свистович, М. Хоменко,. Попик, Л. Кущенко, С. Трошина, Е. Шаповаленко, В. Рой, Михаил Волынец.
- 23 ноября — руководитель пресс-центра оргкомитета акции протеста предпринимателей Владимир Дорош сообщил, что акция будет бессрочной. По его словам, палаточный городок на Майдане Независимости будет оставаться до тех пор, пока президент не наложит вето на Налоговый кодекс. Дорош также заявил, что организаторы будут привлекать к акции студентов. Кроме того, он сообщил, что в Киев едут протестующие из Харькова. Организаторы акции надеялись, что количество участников митингов против подписания Налогового кодекса на майдане Независимости будет расти.[8] Также провалилась попытка милиции снести палаточный городок.

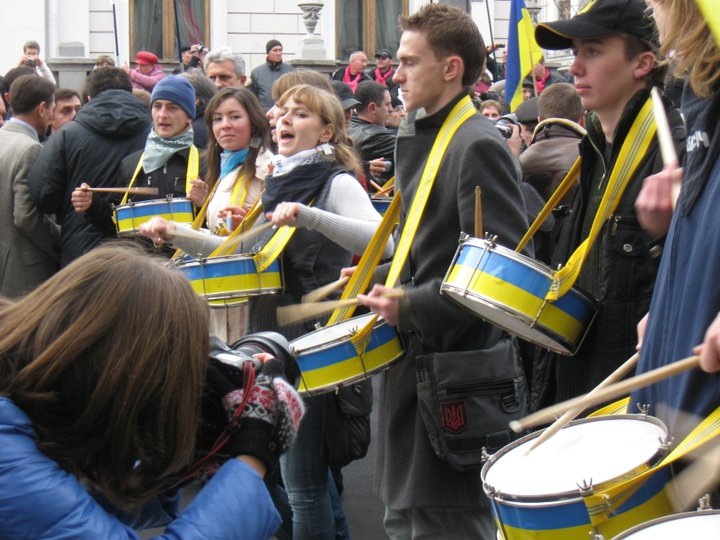
Активисты на Налоговом майдане

- 24 ноября — В Киеве на Майдане Независимости, где продолжается акция против Налогового кодекса, находится около 100 человек.[9]
- 25 ноября — на главной площади столицы находятся уже 15-20 тысяч человек. Часть митингующих отправилась колонной к Администрации президента. Во время движения колонны Институтская улица была частично перекрыта. Несколько тысяч предпринимателей пикетировали Банковую.[2]
- 26 ноября — предприниматели на Майдане Независимости в Киеве в режиме дежурства продолжают проводить акцию протеста против подписания президентом Украины Виктором Януковичем Налогового кодекса. Как передаёт корреспондент УНИАН, в палаточном городке находится около 100 митингующих.[10]
- 27 ноября — на Майдан пришли президент Виктор Янукович и премьер-министр Николай Азаров. Глава государства, в частности, объявил ветирование скандального документа высоко вероятностным и пообещал уйти в отставку при его принятии. Глава правительства заявил, что у власти с предпринимателями одна цель.[11] В Министерстве финансов под председательством министра финансов Фёдора Ярошенко состоялась встреча совместной рабочей группы из представителей правительства и Национальным координационным советом предпринимателей:[12] Оксана Продан, Сергей Доротич, А. Панаетов, Ю. Ерёменко, Михаил Свистович, М. Хоменко,. Попик, Л. Кущенко, С. Трошина, Е. Шаповаленко, В. Рой, Михаил Волынец.
- 28 ноября — часть протестующих готовится к Всеукраинской бессрочной политической акции протеста. Митингующие высказывают недовольство не только о Налоговом кодексе, но и об общей несправедливости, которая овладевает государством.[13]
- 29 ноября — среди протестующих звучат политические требования отставки правительства и проведения выборов Верховной Рады Украины в марте 2011 года.[14] Количество митингующих на Майдане оценивают в 10-12 тысяч человек.[15] Массовые митинги проходят в Харькове, Львове, Кировограде, Ивано-Франковске и Полтаве.[16]
- 30 ноября — президент Виктор Янукович частично ветировал Налоговый кодекс.[17]
- 1 декабря — в информационном агентстве «Украинские новости» состоялась пресс-конференция представителей Национального координационного совета предпринимателей Украины, где они заявили, что подавляющее большинство протестующих не устраивает «вето» президента, если за ним будут идти изменения к существующему варианту Налогового кодекса. Митингующие готовят новый митинг к 2 декабря, на Майдане остаётся около 200 протестующих, большинство из которых находятся в палатках.[18][19]
- 2 декабря — на Майдане собралось от 1 000[20] до 2 000 человек, Верховная Рада учла все поправки президента к этому документу. Национальный координационный совет предпринимателей Налогового майдана большинством принял решение о прекращении протестной акции. Несколько десятков протестующих, не удовлетворённые этим решением остались на Майдане Независимости и продолжили митинг уже с политическими требованиями против власти.[21]
- 3 декабря — как и прогнозировали накануне,[22] работники коммунального предприятия «Киевблагоустройство» под присмотром нескольких сотен сотрудников МВД Украины, оцепивших площадь по периметру, оцепивших площадь по периметру, с 5:00 до 5:45 утра разбирали палаточный городок на Майдане Независимости, исполнив постановление Окружного административного суда Киева о запрете проведения массовых мероприятий в центре столицы в период с 27 ноября до 3 декабря,[23] который ссылался на то, что на месте палаточного городка нужно установить новогоднюю ёлку. Ликвидация проходила грубо, людей принудительно вытаскивали из палаток, потом начался демонтаж городка вместе с имуществом митингующих, 6 человек правоохранители задержали, но 5 из них сразу же отпустили.[24] Янукович назвал эти действия демократическими[25][26][27][28].
- После разгона палаточного городка началось преследование активистов со стороны власти[29][30][31][32].

## Требования
- Ветирование Налогового кодекса.
- Защита предпринимательской деятельности на Украине.
- Отставка правительства Азарова.
- Проведение выборов Верховной Рады Украины в марте 2011 года.

## Интересные факты
- Проект нового Налогового кодекса Украины сразу с началом протестов в народе получил название «КАТ» (укр. палач) — сокращенно от «кодекс Азарова-Тигипко»[33][34][35].
- Основным источником информации во время акции протеста был интернет, в частности Twitter. В первый день акции хештег #kat_ua стал самым популярным среди украинских пользователей Твиттера.
- После того, как президент Виктор Янукович и премьер-министр Николай Азаров покинули Майдан после встречи с предпринимателями 27 ноября, митингующие помыли Майдан водой с мылом[36].
- Национальным координационным советом принято решение назвать палаточный городок на Майдане «Город свободы»[37].
- Чтобы показать, что власть выполнила требования митингующих, 2 декабря Партией Регионов был заказан салют, который только разозлил людей, которые находились на Майдане[38][39].
- 3 декабря, во время демонтажа палаток на Майдане, под видом уборщиков, разбирали палатки и разгоняли людей работники ШЕДу[40].

## Политическое преследование участников майдана со стороны власти
- Репрессии против предпринимателей, которые выступали за отмену Налогового кодекса, ни для кого не стали сенсацией. В действиях власти можно отследить несколько характерных нюансов: правоохранительные органы «интересуются» не лидерами движения, а рядовыми участниками, реагируя уже после того, как майдан был завершён. Правящая партия регионов выбрала тактику запугивания, чтобы отбить у людей желание выходить на Майдан в попытке отстоять свои конституционные права. «Изобретение» украинской власти заключается в том, что она использует «партизанские» методы, что, конечно, значительно усложняет борьбу предпринимателей за свои права[41].
- Против коменданта «Налогового майдана» в Киеве открыли уголовное дело. Его обвиняют в умышленном уничтожении имущества в особо крупных размерах[42].
- Трёх человек задержали по обвинению в умышленном уничтожении имущества в особо крупных размерах[43]. Им инкриминируют повреждение тротуарной плитки во время установления палаток на Майдане.